# Armeniens Fornyede Kommunistparti
Armeniens Fornyede Kommunistparti (Hayastani Noratsvats Komunistakan Kusaktsutyun (HNKK)) var et kommunistisk politisk parti i Armenien. HNKK blev dannet 25. maj 2002, af de tidligere ledere af Armeniens Kommunistparti (HKK), Yuri Manukian og Grant Voskanyan som var blevet forvist fra HKK. 
HNKK støttede Robert Kocharyan under præsidentvalget i 2003.
7. juli samme år, fusionerede partiet med den armenske union for kommunistiske partier.
| Politisk parti | Spire Denne artikel om et politisk parti eller gruppe er en spire som bør udbygges. Du er velkommen til at hjælpe Wikipedia ved at udvide den. |